# Gladys Moisés
Gladys Rosa Moisés (10 de setembro de 1961 - 5 de março de 2022) foi uma política argentina. Membro do partido Proposta Republicana, serviu na Câmara dos Deputados da Província de Salta de 2017 a 2021 e foi Directora Executiva do PAMI na Província de Salta de 2016 a 2017. Ela morreu de cancro em San José de Metán no dia 5 de março de 2022, aos 60 anos.